# Masacre de San Patricio
Se conoce como la masacre de San Patricio al crimen perpetrado por los militares argentinos con el asesinato de tres sacerdotes y dos seminaristas palotinos el 4 de julio de 1976, durante la dictadura militar autodenominada Proceso de Reorganización Nacional, ejecutado en la iglesia de San Patricio, ubicada en el barrio de Belgrano de la ciudad de Buenos Aires (Argentina). Es el mayor atentado contra la  Iglesia católica argentina en toda su historia.
Los religiosos asesinados fueron los sacerdotes Alfredo Leaden, Alfredo Kelly y Pedro Dufau, y los seminaristas Salvador Barbeito Doval y Emilio Barletti.

## Los hechos

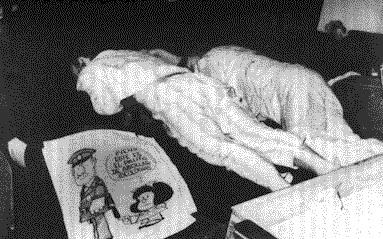
Foto forense de los cuerpos de los Padres Palotinos al ser hallados, y una caricatura de Mafalda dejada por los perpetradores.

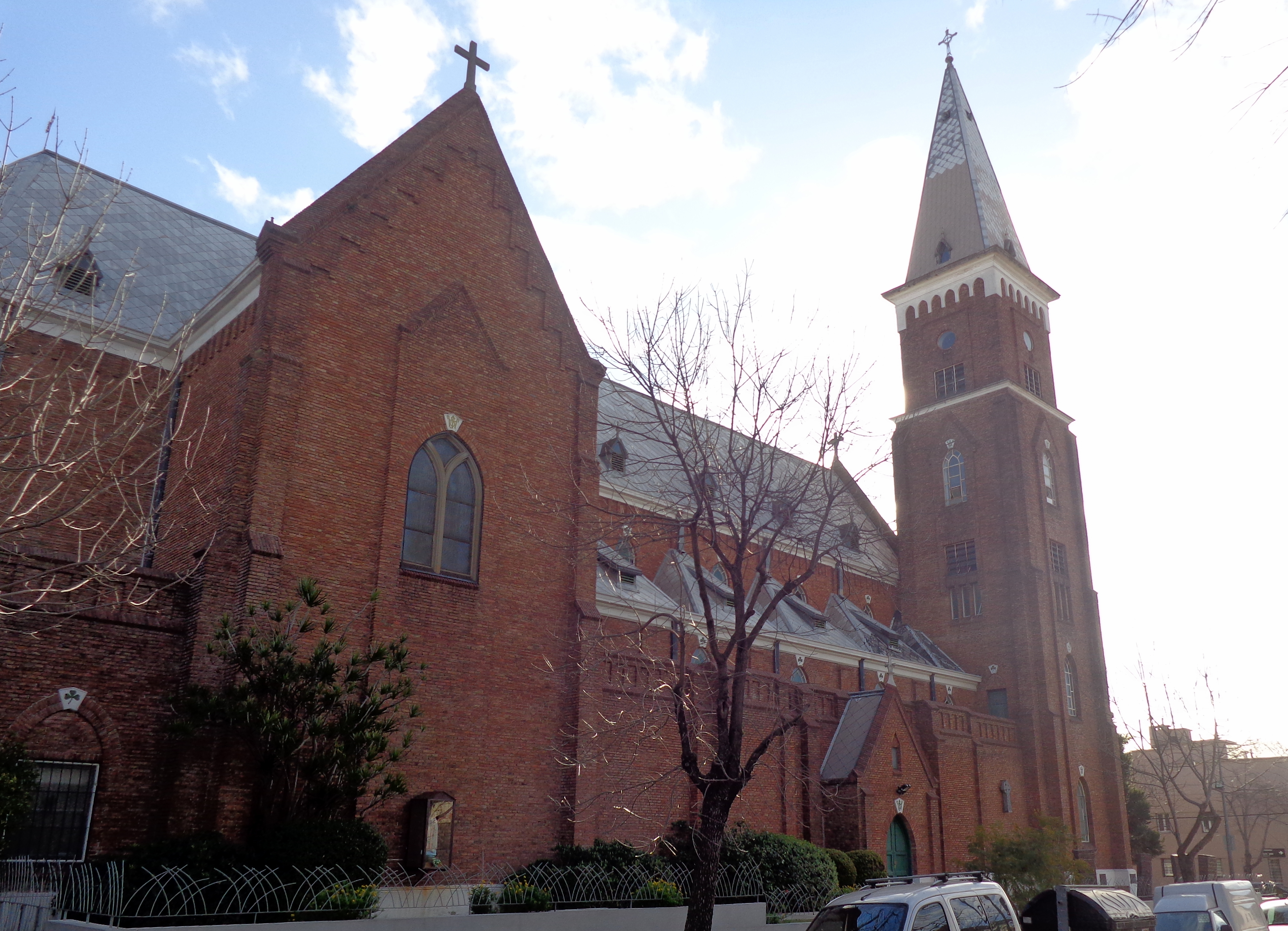
Iglesia de San Patricio en el porteño barrio de Villa Urquiza, donde ocurrió la masacre.

Aproximadamente a la 1 a. m. del 4 de julio, tres jóvenes, Luis Pinasco, Guillermo Silva y Julio Víctor Martínez, vieron cómo dos automóviles estacionaban frente a la iglesia de San Patricio. Como Martínez era hijo de un militar y pensó que podría tratarse de un atentado contra su padre, fue a la Comisaría n.º 37 para hacer la denuncia. Minutos después un automóvil policial llegó al lugar y el oficial Miguel Ángel Romano habló con las personas que estaban en los autos sospechosos y se retiró. A las 2 de la mañana Silva y Pinasco vieron cómo un grupo de personas con armas largas salían de los autos sospechosos y entraban a la iglesia a la fuerza.
A la mañana siguiente, a la hora de la primera misa, un grupo de fieles esperaba frente a la puerta de la iglesia, que se encontraba cerrada. Extrañado por la situación, el joven Rolando Savino, organista de la parroquia, decidió entrar por una ventana y encontró en el primer piso los cuerpos acribillados de los cinco religiosos, boca abajo y alineados, en un enorme charco de sangre sobre una alfombra roja. Los asesinos habían escrito con tiza en una puerta:

Por los camaradas dinamitados en Seguridad Federal. Venceremos. Viva la Patria.

También escribieron en una alfombra:

Estos zurdos murieron por ser adoctrinadores de mentes vírgenes y son M.S.T.M.

La sigla MSTM corresponde al Movimiento de Sacerdotes para el Tercer Mundo, en tanto que la primera frase sobre «Seguridad Federal» está evidentemente referida al atentado con explosivos que Montoneros había realizado dos días antes en el comedor de esa dependencia policial causando la muerte de 20 policías. Sobre el cuerpo de Salvador Barbeito los asesinos pusieron un dibujo de Quino, tomado de una de las habitaciones, en el que Mafalda aparece señalando el bastón de un policía diciendo: «Este es el palito de abollar ideologías».
Al día siguiente, el diario La Nación publicó una crónica sobre la masacre que incluía el texto de un comunicado del Comando de la Zona I del Ejército que decía: 

Elementos subversivos asesinaron cobardemente a los sacerdotes y seminaristas. El vandálico hecho fue cometido en dependencias de la iglesia San Patricio, lo cual demuestra que sus autores, además de no tener Patria, tampoco tienen Dios.

Ese mismo día, 5 de julio de 1976, se celebró en la iglesia de San Patricio una misa por los religiosos asesinados. A la misma se presentaron altas autoridades militares y más de tres mil fieles. En el sermón pronunciado por el padre asuncionista Roberto Favre, parcialmente publicado al día siguiente por el diario Clarín, aquel dijo:

No puede haber voces discordantes en la reprobación de estos hechos. Tenemos necesidad de buscar más que nunca la justicia, la verdad y el amor para ponerlas al servicio de la paz... Hay que rogar a Dios no sólo por los muertos, sino también por las innumerables desapariciones que se conocen día a día... En este momento debemos reclamar a todos aquellos que tienen alguna responsabilidad, que realicen todos los esfuerzos posibles para que se retorne al Estado de Derecho que requiere todo pueblo civilizado.

El entonces nuncio apostólico en la Argentina, Pío Laghi, concelebró la misa y le dijo ese mismo día a Robert Cox, director del diario Buenos Aires Herald:

Yo tuve que darle la hostia al general (Carlos Guillermo) Suárez Mason. Puede imaginar lo que siento como cura... Sentí ganas de pegarle con el puño en la cara.

En agosto de 1976 un grupo armado secuestró por unas horas a Mariano Grondona, conocido abogado y periodista. Al liberarlo sus captores le indicaron que debía llevar un mensaje a los obispos: que si seguían tolerando a sacerdotes de izquierda «proseguirían los episodios como el de los palotinos y sufrirían una escalada hacia la jerarquía eclesiástica». Grondona comunicó el mensaje al Nuncio Pío Laghi y al vicario castrense Monseñor Tortolo, pero no hizo denuncia alguna del secuestro ni puso el hecho en conocimiento de la justicia hasta 1984.

## Víctimas
Los asesinados, cuatro de nacionalidad argentina y un español, pertenecían a la congregación Sociedad del Apostolado Católico, y fueron:
- Pedro Eduardo Dufau, sacerdote, nacido el 13 de octubre de 1908 en la ciudad de Mercedes (provincia de Buenos Aires);
- Alfredo Leaden, sacerdote, nacido el 23 de mayo de 1919 en la ciudad de Buenos Aires;
- Alfredo José Kelly, sacerdote, nacido el 5 de mayo de 1933 en la ciudad de Suipacha (provincia de Buenos Aires);
- Emilio José Barletti, seminarista, nacido el 22 de noviembre de 1952 en San Antonio de Areco (provincia de Buenos Aires).
- Salvador Barbeito Doval, seminarista, nacido el 1 de septiembre de 1951 en la ciudad de Pontevedra (España);[7]

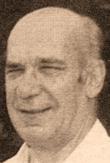
Pedro Eduardo Dufau
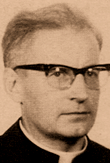
Alfredo Leaden
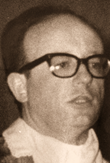
Alfredo José Kelly
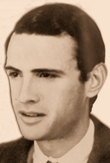
Emilio José Barletti
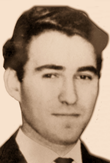
Salvador Barbeito Doval

### Memoria y canonización de las víctimas
En 2005 el Cardenal Jorge Bergoglio, quien ocho años después sería electo Papa con el nombre de Francisco, inició el proceso de canonización de las víctimas de la masacre, refiriéndose a las víctima en estos términos:

Esta Parroquia ungida por la decisión de quienes juntos vivieron, ungida por la sangre de quienes juntos murieron, nos dice algo a esta ciudad, algo que cada uno tiene que recoger en su corazón y hacerse cargo. Despejar etiquetas y mirar el testimonio. Hay gente que sigue siendo testigo del Evangelio, hay gente que fue grano de trigo, dio su vida y germinó.
Cardenal Jorge M. Bergoglio, luego papa Francisco.

Esta iniciativa fue criticada en aquel momento como interesada. El periodista Horacio Verbistsky expresó en aquel momento:

El procedimiento tendiente a la canonización de los sacerdotes y seminaristas palotinos asesinados en 1976 en la iglesia de San Patricio forma parte de una tentativa del arzobispo de Buenos Aires por blanquear su historia personal con vistas a un hipotético nuevo cónclave sucesorio del papa Benedicto XVI. El mismo Jorge Mario Bergoglio hizo trascender a través de voceros oficiosos aquí y en Roma que el cardenal argentino fue uno de los que obtuvieron votos en el que se reunió este año a la muerte de Juan Pablo II y en el que fue electo el cardenal alemán Josef Ratzinger, de 78 años. Sus relaciones con la dictadura militar de hace tres décadas, durante la cual hostigó y desprotegió a los sacerdotes identificados con la teología de la liberación, como Orlando Yorio y Francisco Jalics, son un punto en contra de sus posibilidades.

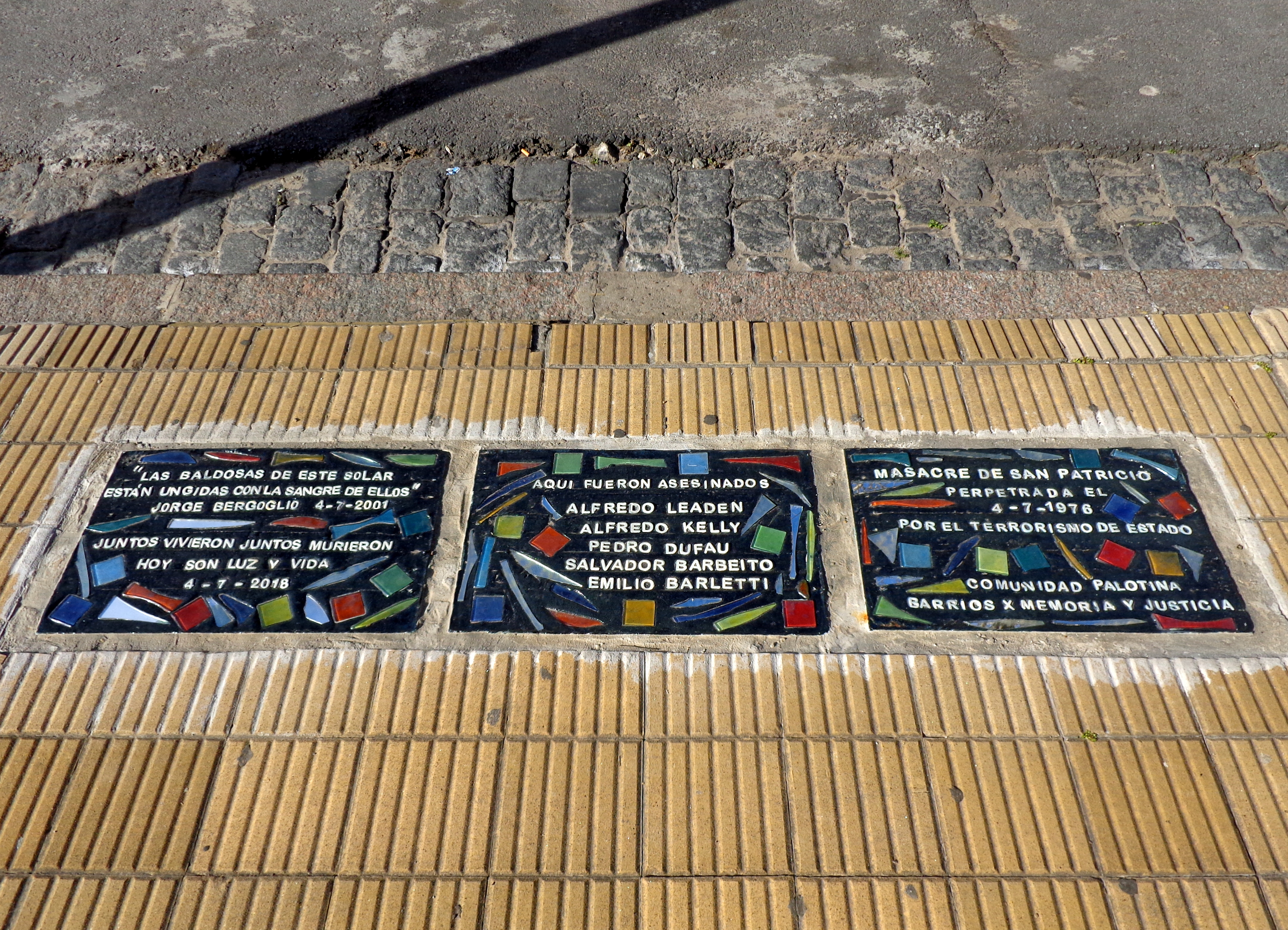
Baldosas en homenaje a las víctimas de la masacre, instaladas en 2018, en la vereda de la parroquia.

El 4 de julio de 2016, se realizó una misa por el 40 aniversario de la masacre de San Patricio a las 20:00 h en la Iglesia de San Patricio, que fue presidida por el cardenal primado de la Argentina Mario Aurelio Poli.
En la iglesia San Silvestro, de la orden de los Palotinos, ubicada en Roma, se colocó una placa en memoria de los cinco religiosos de la orden. En la misma iglesia se guarda la cabeza de San Juan Bautista. En la iglesia de San Patricio se colocó un monumento en memoria de los religiosos, a quienes la orden ya ha considerado como mártires.
En 2001 el padre Juan Sebastián Velasco, responsable de la orden Palotina, y el laico Francisco Chirichela postularon la canonización de los cinco religiosos, y en junio de 2005 el entonces cardenal Jorge Bergoglio autorizó la apertura de la causa de canonización. Debido al hecho de que para que la misma prospere en este caso, es necesario probar que se trata de un caso de martirio, Bergoglio realizó dos consultas entre los obispos en 2009 y 2011, en la que algunos obispos se manifestaron contrarios a considerarlos mártires.
El 3 de julio de 2016 la congregación organizó por primera vez el “Camino de Martirio” de los cinco religiosos. La procesión se realizó uniendo cinco puntos, en memoria del martirio de cada uno de los palotinos, partiendo de la capilla Stella Maris-Espacio Patrick Rice, en la ex Escuela de Mecánica de la Armada (ESMA), de donde los testimonios indican que partió el grupo de tareas que asesinó a los palotinos, donde se recordó a Barletti. El camino continuó por la parroquia San Bonifacio, Centro de Espiritualidad Palotina, en la calle Cuba 2981, donde se recordó a Barbeito; la parroquia Inmaculada Concepción, en Vuelta de Obligado y Juramento, donde se recordó el padre Leaden; la parroquia Nuestra Señora de Lourdes en Monroe y Freire, donde se recordó al padre Dufau, y finalmente parroquia San Patricio, donde se recordó al padre Kelly.
En 2015, el sobreviviente Roberto Killmeate opinó que la beatificación estará bien para un gran sector creyente, pero no resulta reivindicativa, ya que se vacía el hecho de contenido histórico: “Me parece que tenemos que profundizar y preguntar por qué murió esta gente. Porque hay un testimonio concreto de otro estilo de Iglesia que tiene que prevalecer, y eso no está”, concluyó.
El 4 de julio de 2016 el cardenal Mario Aurelio Poli presidió la misa en la parroquia San Patricio haciendo referencia al martirio en su sermón:

El martirio no es un don que se busca. Es algo a lo que se llega a partir de la virtud y el testimonio en Cristo. Los hermanos palotinos llevaron con fidelidad una lógica de vida y alegría. Vivieron en compromiso con los débiles y los pobres... La sangre de los mártires es semilla de nuevos cristianos... También las cicatrices de Jesús se vieron en los cuerpos de nuestros hermanos religiosos asesinados el 4 de julio y así se presentaron ante el Señor de la Misericordia.
Cardenal Mario Poli

### Ideas de las víctimas
Las cinco víctimas de la masacre de San Patricio pertenecían a la comunidad palotina, fundada en 1835 por el sacerdote romano Vicente Pallotti. Los palotinos establecieron una espiritualidad y un accionar cristiano basado en el apostolado, a partir de un activo vínculo y compromiso con la comunidad laica, marcando una íntima conexión entre la vida activa y la contemplativa. El carisma de la comunidad ha sido definido como "Santificarse para santificar", entendiendo como San Vicente Pallotti que "cada persona está llamada a colaborar, según sus propias posibilidades, su propio estado de vida y vocación; a unirse con los demás, a revivir la fe, a reavivar la caridad y a evangelizar a la humanidad en todo el mundo, para que sólo haya un solo rebaño bajo un solo pastor". De manera condensada los rasgos esenciales de la espiritualidad palotina se expresan en la Ley n°10 de la Sociedad del Apostolado Católico: “El espíritu con el que viven todos los miembros de nuestra Sociedad saca siempre nuevo ardor del amor que Cristo trajo a la tierra. Apóstol del Padre Eterno, ha manifestado al mundo que Dios es Amor Infinito y llama al hombre, creado originalmente a imagen de Dios y generado nuevamente por gracia con su muerte, a entregarse sin reservas a Dios y al servicio de los demás y cooperar en la salvación del mundo". Los miembros de la Compañía “toman como norma la caridad generosa, que ama servir y no busca el propio interés (ver 1 Cor 13)". Esta caridad, que también está presente en el carisma de muchas otras agrupaciones católicas, es considerada por los palotinos "fuente y fuerza de nuestro trabajo apostólico y de nuestra vida común" y, en principio, no se vincula con un paso a la participación política. De hecho, la Sociedad del Apostolado Católico, desde su fundación en 1835, ha extendido su presencia hasta en 16 países, sin que se registren, fuera de Argentina, otros casos de militancia política de sus miembros. En todos los demás casos los palotinos se han ajustado fielmente a las mandas del Código de Derecho Canónico, que en su canon 287 inc. 2 establece para todos los sacerdotes: "No han de participar activamente en los partidos políticos ni en la dirección de asociaciones sindicales, a no ser que según el juicio de la autoridad eclesiástica competente, lo exijan la defensa de los derechos de la Iglesia o la promoción del bien común".
En la primera mitad de la década de 1970 los padres Alfredo Leaden, Alfredo Kelly y Kevin O´Neil, los tres de orígenes irlandeses, establecieron un noviciado para formar sacerdotes palotinos, llegando a establecer un estrecho vínculo con la comunidad irlandesa. Por esa misma época se estaba produciendo, en la Argentina, un intenso debate acerca de esa prohibición eclesiástica a los sacerdotes para participar en política, debate que había sido planteado por el Movimiento de Sacerdotes para el Tercer Mundo, al que hacen referencia las siglas (MSTM) nombradas en las leyendas dejadas en la escena del crimen por los victimarios.
El Movimiento de Sacerdotes para el Tercer Mundo, había tenido su nacimiento formal en la Argentina el 31 de diciembre de 1967 cuando el obispo de Goya, Alberto Devoto, junto a 270 sacerdotes, dirigió una carta al obispo brasileño Helder Cámara adhiriendo a su manifiesto llamado "Pacto de las Catacumbas". Un año después, en la II Conferencia General del Episcopado Latinoamericano, en Medellín, se aprobaron dieciséis documentos que abogaban por el compromiso de la Iglesia en la mejora de la situación de los pobres, actuando sobre las situaciones que originaban la miseria. En los mismos se vinculaba la situación de pobreza y desamparo de los ciudadanos del Tercer Mundo con lo que consideraban era una explotación a la que eran sometidos por lo que uno de los documentos llamaba "el imperialismo del dinero". Por este nombre se designaba al poder de las corporaciones multinacionales que actuaban con el aval de los gobiernos, y se expresaba el compromiso religioso con la superación de la misma. Estos documentos aluden directamente a “los opresores del mundo de los pobres”, e invitan a los cristianos a adherir a “otro sistema social menos alejado de la moral evangélica”, rechazando al mismo tiempo al “colectivismo totalitario y la persecución religiosa” Fue ese el contexto que llevó a algunos sacerdotes a pasar por sobre la prohibición del Derecho Canónico y avalar acciones políticas de diferente cariz —revolucionarias, pacíficas o incluso violentas— en los distintos contextos nacionales. En la Argentina, la irrupción del MSTM llevó a la jerarquía eclesiástica a insistir en forma expresa en la prohibición de formular declaraciones de contenido político y social, como lo hizo el arzobispo coadjutor de la diócesis de Buenos Aires, monseñor Juan Carlos Aramburu en 1969, cuando, tras el Segundo Encuentro del Movimiento, en Colonia Caroya, se emitió un documento que apoyaba sin medias tintas a los movimientos revolucionarios armados de corte socialista a través del peronismo. El documento reconocía "la existencia en el país de un proceso revolucionario en marcha" y manifestaba que "la característica esencial y definitiva del Movimiento para el Tercer Mundo debe ser lo popular y el peronismo constituye la corriente política con raigambre en el pueblo". El documento continuaba declarando el "rechazo al sistema capitalista vigente y todo tipo de imperialismo económico, político y cultural, para marchar en busca de un socialismo latinoamericano que promueva el advenimiento del Hombre Nuevo; socialismo que no implica forzosamente programas de realización impuestos por partidos socialistas, de aquí u otras partes del mundo, pero que sí incluye necesariamente la socialización de los medios de producción, del poder político, económico y de la cultura".
No obstante la prohibición del arzobispado porteño, los sacerdotes del Tercer Mundo continuaron con su prédica, centrándose en el trabajo social en zonas marginales, además de apoyar las reivindicaciones obreras, intensificando su inserción a través de los sindicatos a los que acompañaban en los actos de protesta social y de organización barrial. La cercanía con los sindicatos aproximó aun más a muchos de sus miembros a sectores del peronismo.
La pertenencia de los sacerdotes palotinos asesinados al MSTM no está probado ni puede estarlo, puesto que no se trata de un movimiento orgánico sino de una tendencia a la que distintos religiosos podían adherir total o parcialmente en distintos momentos, pero sí resulta claro que habían tomado de esta tendencia la opción por una participación directa en organizaciones políticas, y especialmente en las vinculadas a la Tendencia revolucionaria del peronismo. Distintas fuentes pertenecientes o relacionadas con Montoneros han sostenido en forma coincidente que algunos de los caídos pertenecían a dicha organización. Así, en la conferencia de prensa ofrecida por el Secretario Militar Nacional de Montoneros, Horacio Mendizábal, el 24 de julio de 1976, y que fuera publicada meses después en el órgano oficial “Evita Montonera”, se aludió a estos sacerdotes diciendo:“los sacerdotes Palotinos, uno de los cuales era Aspirante de nuestro Partido”.
También Ernesto Jauretche, ex oficial primero montonero, en una carta de lectores enviada a la revista Tres Puntos como respuesta a una nota publicada en la misma por el periodista Miguel Bonasso, también exintegrante de la agrupación armada. En la misiva, Jauretche recuerda: “Es cierto que estuvieron esperando mi llamado de control. Pero no lo es menos que mi tarea de ese día consistía en atravesar todo Buenos Aires trasladando en un Rapiflex el mimeógrafo y un abultado paquete de originales de Evita Montonera hasta una parroquia palotina de la calle Estomba. Tiempo después el grupo de sacerdotes que me recibieron, conocidos hoy como víctimas de la intolerancia religiosa, sumaron sus nombres a la vasta nómina de mártires montoneros”. Más adelante, en la misma carta agrega: “Meses después los cinco religiosos fueron muertos, constituyendo los primeros religiosos Montoneros caídos”.
El sociólogo e investigador Roberto Baschetti que durante años llevó un registro online de libros y artículos sobre el peronismo revolucionario, incluyendo biografías de militantes consignó esta información sobre el seminarista José Emilio Barletti: "Emilio Barletti era un querido compañero de la Juventud Peronista y Montoneros que prestaba el recinto de la parroquia para reuniones de jóvenes que se oponían a la dictadura militar y además facilitaba el mimeógrafo existente para confeccionar proclamas de resistencia a los genocidas. Emilio trabajaba pastoralmente en las villas de emergencia de la zona Sur del Gran Buenos Aires y era integrante de un importante grupo que se estaba gestando en el seno de la Iglesia de Cristo perseguida y que se denominaba “Cristianos para la Liberación”.(...) "Su primera participación política (antes de 1972) fue en el Movimiento de Renovación y Cambio liderado por Raúl Alfonsín. Luego cansado del guitarreo y la sanata, emigró al peronismo revolucionario". El mismo Baschetti cita a Ceferino Reato: "El compromiso de Barletti con la guerrilla no finalizaba ahí, ya que integraba la llamada Columna Sur de Montoneros, donde estaba a las órdenes de un ex sacerdote cordobés Elvio Alberione (…) Su campo de acción abarcaba las zonas de Esteban Echeverría, Lanús, Avellaneda y Quilmes (…) En junio de 1976, el mes anterior a su muerte, Barletti había sido promovido en esa columna de Unidad Básica Revolucionaria a Unidad Básica Combatiente”.
Horacio Verbitsky ha dicho: “La guerrilla creó un organización de superficie que se llamó Cristianos para la Liberación en la que había sacerdotes como Jorge Adur, Vicente Adamo, Emilio Neira y Pablo Gazzari; seminaristas como el palotino Salvador Barbeito, y laicos como Norberto Habegger, quien había sido secretario general de la Juventud Demócrata Cristiana y fundador junto con Roberto Perdía de la organización Descamisados, que luego confluyó en Montoneros”.
Desde 1976, el padre Kelly, párroco de San Patricio, denunció públicamente, desde su lugar de pastor, las violaciones de derechos humanos que estaba realizando la dictadura gobernante. Pocos meses después del golpe de Estado del 24 de marzo de 1976 Kelly pronunció un sermón condenando los remates de bienes robados a los desaparecidos en los que estaban participando feligreses de San Patricio, a quien Kelly calificó de "cucarachas", a quienes ya no sentía como ovejas de su rebaño. Algunos feligreses, enfurecidos por sus palabras, circularon una carta por el barrio que pedía su destitución.

## Investigaciones

### Investigación de la Iglesia
El nuncio Pío Laghi y el cardenal arzobispo Juan Carlos Aramburu nombraron al sacerdote Efraín Sueldo Luque para que realizara una investigación sobre lo sucedido. La investigación nunca fue dada a conocer públicamente. En 1985 una nota firmada por Héctor Ruiz Núñez en la revista El Periodista informaba que como resultado de la investigación interna, habrían sido excomulgados dos católicos residentes en el barrio de Belgrano, por haber participado en los crímenes, y que los mismos habían iniciado un proceso canónico para que se les levante la pena. El periodista citaba como fuente de la información a "una importante fuente religiosa", pero sin identificarla. En 2016, al reabrirse la causa el juez a cargo de la misma, Dr. Sergio Torres, envió un exhorto al Vaticano para pedir toda la información que pudiera haber sobre dicho proceso a fin de conocer las identidades de esas personas. El exhorto no arrojó ningún resultado, manifestándose desde el Vaticano que no consta en sus registros ninguna excomunión por esa causa.
Sin explicar el motivo, la Iglesia católica no se presentó como querellante en la investigación penal de los asesinatos. En junio de 2016 la Iglesia cambió de criterio y anunció que se presentaría como querellante en la causa, a través de la Congregación Palotina.

### Investigación del juez Rivarola
La primera investigación judicial fue realizada por el juez Guillermo Rivarola en los años 1976 y 1977, siendo el fiscal a cargo Julio César Strassera. Las averiguaciones fueron evidentemente restringidas y la causa fue sobreseída provisionalmente a pedido del fiscal argumentando que no se encontraron personas que pudieran considerarse responsables. Sin embargo, de las declaraciones de los testigos en la causa, surgía claramente que la Comisaría 37 había actuado con intención de encubrir el delito y que el oficial de policía Miguel Ángel Romano, como mínimo estaba mintiendo.

### Investigación del juez Blondi
En 1984 la causa fue reabierta por el Juez Néstor Blondi, una vez establecido el gobierno democrático presidido por Raúl Alfonsín. En la causa declaró también Pedro Álvarez, el policía que se encontraba de custodia en la casa de Martínez, que contó que, luego que el policía Romano hablara con los ocupantes de los dos autos frente a la parroquia, el patrullero se acercó a su posición y le dijeron:

Si escuchás unos cohetazos no salgás porque vamos a reventar la casa de unos zurdos.

Con esos elementos y las contradicciones en el accionar de los policías que pertenecían a la Comisaría 37 el fiscal Aníbal Ibarra solicitó el procesamiento del policía Miguel Ángel Romano y del comisario Rafael Fensore, por considerar que ambos habían sido partícipes del homicidio múltiple. Sin embargo, poco después, en junio de 1987 el juez Blondi desprocesó a ambos policías y clausuró la causa considerando que los delitos habían prescripto.

### Investigación periodística de Eduardo Kimel
En 1989 el periodista Eduardo Kimel publicó el libro La masacre de San Patricio, editado por Lohle-Lumen, donde reúne decenas de testimonios directos, documentos periodísticos de la época y los elementos de prueba reunidos por las investigaciones judiciales inconclusas, para realizar un exhaustivo relato del crimen y sus autores materiales e intelectuales, así como del papel jugado por el Poder Judicial y la Iglesia católica.
La investigación de Kimel sostiene que el crimen fue cometido por un grupo de tareas integrado por el teniente de navío Antonio Pernías, el teniente de fragata Aristegui, el suboficial Cubalo y Claudio Vallejos, y que resultó encubierto desde el Estado, incluyendo el Poder Judicial, con complicidad de la Iglesia Católica.
En 1991 Kimel fue denunciado por injurias, por el juez Guillermo Rivarola, quien estuvo a cargo del caso durante la dictadura militar, debido a un breve párrafo incluido en el libro, donde el periodista opina críticamente sobre su desempeño durante la investigación judicial. Kimel resultó condenado en primera instancia a un año de prisión en suspenso y a pagar al juez Rivarola 20.000 dólares, en un fallo dictado por la jueza Ángela Braidot. La Cámara dejó sin efecto el fallo, pero la Corte Suprema dejó a su vez sin efecto la decisión de segunda instancia y ordenó condenar al periodista, en los términos de la sentencia inicial.
Tras la condena el Centro de Estudios Legales y Sociales (CELS) y el Centro por la Justicia y el Derecho Internacional (CEJIL) presentaron una denuncia ante la Comisión Interamericana de Derechos Humanos (CIDH) en 2000. Este organismo declaró admisible la petición de Kimel y en 2006 realizó una serie de recomendaciones al Estado argentino. Ante la falta de avances sustantivos en el cumplimiento de esas recomendaciones, el 19 de febrero de 2017, la Comisión decidió someter el caso a la jurisdicción de la Corte Interamericana de Derechos Humanos. En esta instancia, el día 24 de agosto de 2007, el Estado Argentino se allanó de manera voluntaria a la pretensión de Kimel, y reconoció su responsabilidad internacional. El 18 de octubre de 2007 ambas partes llegaron a un acuerdo, desistiendo Kimel de parte de sus alegaciones y allanándose el Estado Argentino a las que quedaban en pie. Ante estas circunstancias, la Corte Interamericana de Derechos Humanos dictó su fallo el 2 de mayo de 2008, aceptando el reconocimiento de responsabilidad por parte del Estado Argentino y el retiro de las otras alegaciones de Kimel y estableciendo que el Estado argentino debía:
- Realizar a Kimel los pagos establecidos en la sentencia por daño material, inmaterial y reintegro de costas y gastos dentro del plazo de un año.
- Dejar sin efecto la condena penal impuesta al señor Kimel, en el plazo de seis meses.
- Eliminar inmediatamente el nombre del señor Kimel de los registros públicos en los que aparezca con antecedentes penales relacionados con el presente caso.
- Publicar la sentencia en el plazo de seis meses.
- Realizar un acto público de reconocimiento de su responsabilidad, dentro del plazo de seis meses.
- Adecuar en un plazo razonable el derecho interno a la Convención Americana sobre Derechos Humanos para corregir las imprecisiones reconocidas por el Estado argentino que afectaban el ejercicio del derecho a la libertad de expresión.[37]

Cumpliendo con la sentencia de la Corte Interamericana, la presidenta Cristina Fernández de Kirchner, presentó en 2009 un proyecto de ley despenalizando las calumnias e injurias en casos de opiniones de interés público. El proyecto fue aprobado el 18 de noviembre de ese mismo año y es conocido como Ley Kimel. Pocos días después, falleció el periodista Eduardo Kimel con apenas 57 años.

### Investigación del juez Torres
Una tercera investigación judicial fue abierta por el juez Sergio Torres en el marco de la Megacausa ESMA, que investiga los crímenes de lesa humanidad cometidos por los represores que actuaban en ese centro clandestino de detención. Torres abrió la causa debido a que en el curso de su investigación se produjeron testimonios que declararon que el exmarino Antonio Pernías, manifestó varias veces que él fue una de las personas que cometieron los asesinatos de los religiosos. La investigación seguía activa en 2016.